# Клевакінське (Каменський міський округ)
Клева́кінське (рос. Клевакинское) — село у складі Каменського міського округу Свердловської області.
Населення — 955 осіб (2010, 1025 у 2002).
Національний склад станом на 2002 рік: росіяни — 90 %.